# Terres de Druance
Terres de Druance is een gemeente (commune nouvelle) in het Franse departement Calvados (regio Normandië). De plaats maakt deel uit van het arrondissement Vire. Terres de Druance is op 1 januari 2017 ontstaan door de fusie van de gemeenten Lassy, Saint-Jean-le-Blanc en Saint-Vigor-des-Mézerets. De gemeente telde 891 inwoners op 1 januari 2022.

## Geografie
De oppervlakte van Terres de Druance bedroeg op 1 januari 2022 37,19 vierkante kilometer; de bevolkingsdichtheid was toen 24 inwoners per km².
De onderstaande kaart toont de ligging van Terres de Druance met de belangrijkste infrastructuur en aangrenzende gemeenten.

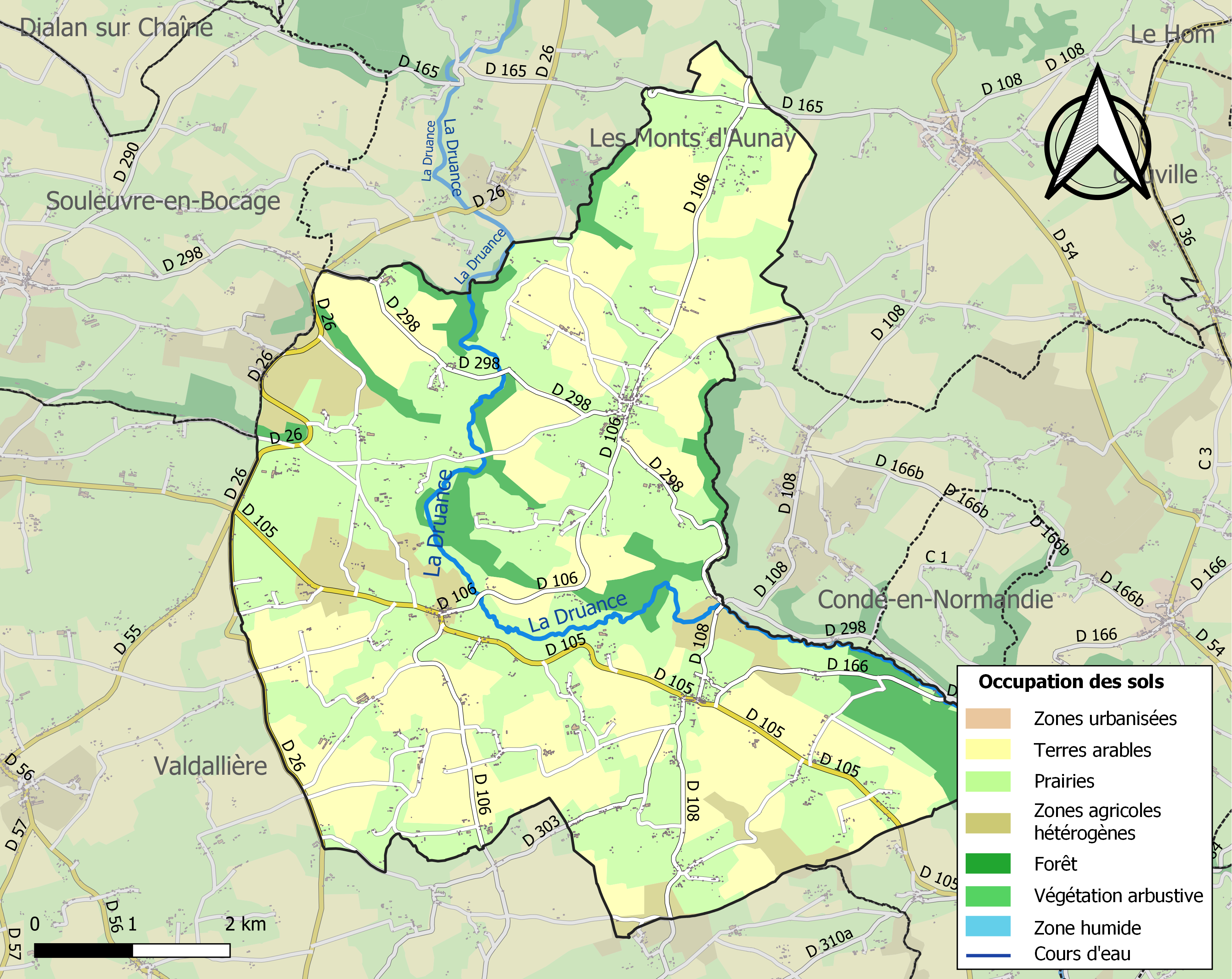